# KFC in het seizoen 1955/56
Het seizoen 1955/1956 was het eerste jaar in het bestaan van de Kooger betaaldvoetbalclub KFC. De club kwam uit in de Eerste klasse C en eindigde daarin op de eerste plaats. Dit hield in dat de club mocht meedoen in de nacompetitie voor twee plaatsen in de Eredivisie. Het team kwam niet verder dan de vierde plaats wat inhield dat de club in het nieuwe seizoen uitkwam in de Eerste divisie.

## Wedstrijdstatistieken

### Eerste klasse C
|       | DHC   | DOSKO | Fortuna | Helmondia '55 | Hilversum | Oldenzaal | Oosterparkers | TOP   | Tubantia | UVS   | Volendam | Wilhelmina | Zeist | ZFC   | Zwartemeer |
| ----- | ----- | ----- | ------- | ------------- | --------- | --------- | ------------- | ----- | -------- | ----- | -------- | ---------- | ----- | ----- | ---------- |
| Thuis | 5 – 1 | 5 – 0 | 2 – 1   | 2 – 1         | 3 – 3     | 3 – 1     | 2 – 0         | 4 – 0 | 2 – 1    | 3 – 2 | 1 – 0    | 3 – 0      | 2 – 0 | 1 – 1 | 3 – 1      |
| Uit   | 1 – 1 | 1 – 4 | 0 – 2   | 3 – 0         | 1 – 1     | 1 – 2     | 3 – 1         | 1 – 4 | 0 – 2    | 0 – 0 | 5 – 2    | 1 – 2      | 0 – 1 | 0 – 1 | 0 – 4      |

### Nacompetitie
| Speelronde 1                                                                                      | KFC                                                        | 1 – 4 (0 – 2)      | NOAD                                                        |
| 17 juni 1956 Plaats: Amsterdam Olympisch Stadion Toeschouwers: 16.000 Scheidsrechter: Wim Beltman | Klaas Molenaar 55'                                         |                    | 12' Jan Meijer 37', 61' (pen.) Frits Louer 82' Bart Janssen |
| Speelronde 2                                                                                      | KFC                                                        | 2 – 1 (1 – 1)      | Hermes DVS                                                  |
| 21 juni 1956 Plaats: Amsterdam Olympisch Stadion Toeschouwers: 8.000 Scheidsrechter: Leo Horn     | Wim Hendriks 35' Piet Fleur 80'                            |                    | 1' Cock van der Tuijn                                       |
| Speelronde 3                                                                                      | RCH                                                        | 1 – 1 (0 – 0)      | KFC                                                         |
| 24 juni 1956 Plaats: Heemstede Sportparklaan Toeschouwers: 13.000 Scheidsrechter: Jan Bronkhorst  | Louis Biesbrouck 80'                                       |                    | 75' Klaas Molenaar                                          |
| Speelronde 4                                                                                      | GVAV                                                       | 2 – 3 (0 – 2)      | KFC                                                         |
| 1 juli 1956 Plaats: Groningen Oosterpark Toeschouwers: 12.500 Scheidsrechter: Piet Roomer         | Alie Kruger 77' Piet de Koe 87' (pen.)                     |                    | 5' Piet Fleur 38' Simon Rus 78' Klaas Molenaar              |
| Speelronde 5                                                                                      | NOAD                                                       | 2 – 0 (1 – 0)      | KFC                                                         |
| 4 juli 1956 Plaats: Tilburg Industriestraat Toeschouwers: 6.500 Scheidsrechter: Leo Horn          | Cees Molenaar 24' (e.d.) Jef Dirckx 90'                    |                    |                                                             |
| Speelronde 6                                                                                      | KFC                                                        | 2 – 3 (1 – 1)      | RCH                                                         |
| 8 juli 1956 Plaats: Amsterdam Olympisch Stadion Toeschouwers: 11.500 Scheidsrechter: G. de Boer   | Dries Mul 42', 55' (pen.)                                  |                    | 11', 47', 51' Lodewijk van Braam                            |
| Speelronde 7                                                                                      | Hermes DVS                                                 | 4 – 2              | KFC                                                         |
| 11 juli 1956 Plaats: Rotterdam Stadion Feijenoord Toeschouwers: 1.200                             | Frans Mijnsbergen 35', 50' Cock van der Tuijn 48' Bep Zaal |                    | Andries Kok Dries Mul                                       |
| Speelronde 8                                                                                      | KFC                                                        | Niet meer gespeeld | GVAV                                                        |
| 18 juli 1956 Plaats: Amsterdam Olympisch Stadion                                                  |                                                            |                    |                                                             |

## Statistieken KFC 1955/1956

### Eindstand KFC in de Nederlandse Eerste klasse C 1955 / 1956
| Stand | Gespeeld | Gewonnen | Gelijk | Verloren | Punten | Doelpunten voor | Doelpunten tegen |
| ----- | -------- | -------- | ------ | -------- | ------ | --------------- | ---------------- |
| 1e    | 30       | 22       | 5      | 3        | 49     | 68              | 29               |

### Topscorers
| #              | Naam                  | Goal |
| -------------- | --------------------- | ---- |
| 1.             | Klaas Molenaar        | 14   |
| 2.             | Piet Kruiver          | 13   |
| 3.             | Dries Mul             | 12   |
| 4.             | Eddy Blok             | 11   |
| 5.             | Andries Kok           | 9    |
| 6.             | Piet Fleur            | 3    |
| 7.             | Jan Baljet            | 1    |
| 7.             | Wim van der Horst     | 1    |
| 7.             | Molenaar              | 1    |
| 7.             | Cees Molenaar         | 1    |
| 7.             | Jan Schilder          | 1    |
| Eigen doelpunt |                       |      |
| –              | Jan van Delft (Zeist) |      |
| Totaal         | Totaal                | 68   |

| #      | Naam           | Goal |
| ------ | -------------- | ---- |
| 1.     | Klaas Molenaar | 3    |
| 1.     | Dries Mul      | 3    |
| 3.     | Piet Fleur     | 2    |
| 4.     | Wim Hendriks   | 1    |
| 4.     | Andries Kok    | 1    |
| 4.     | Simon Rus      | 1    |
| Totaal | Totaal         | 11   |